# Wetzelsdorf (Gemeinde Poysdorf)
Wetzelsdorf ist eine  Ortschaft und Katastralgemeinde der niederösterreichischen Stadt Poysdorf. In der Ortschaft leben 500 Einwohner (Stand 1. Jänner 2024).

## Lage
Wetzelsdorf liegt rund 1 km südlich von Poysdorf im Weinviertler Hügelland. Im Osten führt die Brünner Straße (B7) am Ort vorüber.

## Geschichte
Der Ort wurde erstmals 1140 als Wecilstorf erwähnt. Die Pfarre wurde im Jahr 1784 errichtet. Seit dem 1. Januar 1971 gehört Wetzelsdorf zur Großgemeinde Poysdorf.
Der Wetzelsdorfer Graben bildet die Hauptachse eines Angers, in dessen Mittelpunkt der dreieckige Kirchenplatz liegt, wo sich neben der Kirche auch das Gasthaus und der Kindergarten befinden. Westlich des Kirchenplatzes wurde unlängst die Rennwegsiedlung errichtet und am nördlichen Ortsende der Wirtschaftspark Poysdorf.

## Kultur und Sehenswürdigkeiten
- Katholische Pfarrkirche Wetzelsdorf Mariä Namen, eine 1790 errichtete josephinische Saalkirche
- Bauernmuseum von Johann Deutner
- Die Große Kellergasse mit einer Länge von über 500 Meter (siehe Liste der Kellergassen in Poysdorf)

## Persönlichkeiten
- Laurenz Hugl (1867–1952), Landwirt und Politiker
- Karl Wilfing (1933–2021), Weinbauer, Landwirt und Politiker
- Karl Wilfing (* 1960), Beamter und Politiker, Präsident des Niederösterreichischen Landtages